# Peter Schreier

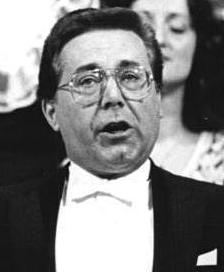
Peter Schreier

Peter Schreier (Meißen, 29 juli 1935 - Dresden, 25 december 2019) was een Duitse tenor en dirigent.

## Jeugd
Schreier groeide op in Gauernitz, een gehucht aan de Elbe tussen Meißen en Dresden. Zijn vader was er Kantor (koorleider) in de Lutherse kerk en leraar. Peter Schreier was bijna tien jaar toen hij op 1 juni 1945 in het internaat van het Kreuzchor in Dresden opgenomen werd. Dit was slechts enkele maanden na het vernietigende bombardement op Dresden, dat plaatsvond in februari 1945. Daarom was het koor gehuisvest in de kelder van een gebouw aan de rand van Dresden. 
Dirigent Rudolf Mauersberger bemerkte al snel dat Peter Schreier een groot talent was. Hij schreef verschillende composities speciaal voor zijn altstem en liet hem ook in veel andere muziek als solist optreden. Er bestaan verschillende opnamen, ook op cd uitgebracht, waarop Peter Schreier als jongensalt te horen is. Het leven in het internaat, met zijn strenge discipline maar ook veel kameraadschappelijkheid onder de jongens, heeft op het leven van Peter Schreier een belangrijk stempel gedrukt.   
Toen hij zestien jaar was, kwam voor Peter Schreier de stembreuk. Vrij snel daarna kon hij weer zingen. Hij bleek tot zijn vreugde een tenorstem te hebben. Als tenor kon hij de evangelistenpartijen in de oratoria van Bach zingen: dat was zijn grote wens. Op Palmzondag in 1956 zong hij in Bremen en enkele dagen later in de Kreuzkirche in Dresden voor het eerst de evangelistenpartij in Bachs Matthäus-Passion. Het optreden in Dresden werd een fiasco: door de spanning en het plotselinge besef van de omvang van de reusachtige kerk (3500 plaatsen) forceerde hij zich. Bij de pauze kon hij al geen noot meer zingen. Door deze ervaring koos hij voor een gedegen zangopleiding bij privéleraren en op de Musikhochschule Dresden. Omdat hij op het Kreuzchor al veel geleerd had, had hij tijd over waarin hij ook een opleiding als koor- en orkestdirigent volgde.

## Carrière

### Opera
In augustus 1959 maakte Peter Schreier zijn officiële debuut: bij de Staatsoper Dresden zong hij de rol van eerste gevangene in Beethovens Fidelio. In de jaren daarna zong hij er in de grote Mozart-opera’s, zoals Tamino in Die Zauberflöte, Belmonte in Die Entführung aus dem Serail', Don Ottavio in Don Giovanni, enzovoort. Vanaf 1963 tot het einde van zijn operacarrière stond hij onder contract bij de Deutsche Staatsoper Berlin (Oost-Berlijn).
Voor een DDR-burger was een optreden in het buitenland geen vanzelfsprekendheid. Voor het eerst zong Peter Schreier buiten de DDR in 1964, in Keulen, op uitnodiging van het Gürzenich-Orchester. 
Als jonge zanger heeft Peter Schreier naar zijn eigen schatting 150 maal Graaf Almaviva in Rossini’s Barbier van Sevilla gezongen. Ook heeft hij de tenorrollen in alle Mozart-opera’s gezongen. Daarnaast heeft hij ook opera’s van veel andere componisten uitgevoerd. Van Wagner zong hij graag de rol van David in Die Meistersinger von Nürnberg, naar eigen zeggen omdat David hem als persoon aansprak. Hij was een veelgeprezen Loge in Das Rheingold en (op cd) zong de rol van Mime in de opera’s Das Rheingold en Siegfried. De titelrol in de opera Palestrina van Hans Pfitzner wilde hij niet alleen in München maar ook in Oost-Berlijn zingen. Alhoewel het bewind daar niet voor was, is hem dat gelukt. Peter Schreier zong in vrijwel alle grote operahuizen in Europa, in de Metropolitan Opera in New York, het Teatro Colon in Buenos Aires en de opera in Tokio.  
Van 1966 tot het begin van de jaren 90 trad hij elk jaar op bij de Wiener Staatsoper. Vanaf 1967 was hij 25 jaar verbonden aan de Salzburger Festspiele: voor operavoorstellingen, liederenuitvoeringen en soms ook een oratorium.

### Oratoria
De werken van J.S. Bach hebben bij Peter Schreier van jongs af aan centraal gestaan. Volgens velen gold hij als een der  belangrijkste ‘Bach-evangelisten’ in de laatste dertig jaar van de twintigste eeuw. Essentieel is voor hem dat de evangelist bij Bach geen neutrale verteller is of iemand die alleen maar mooi zingt. Hij moet iemand zijn die deelneemt aan wat er gebeurt, stelling neemt en zo nodig ook lelijke tonen laten horen. Vanaf 1984 combineerde Peter Schreier het zingen van de evangelistenpartij in de Johannes- en Matthäus-Passion en het Weihnachtsoratorium met het dirigeren van deze werken.

### Liedzanger
Naast opera en oratoria heeft Peter Schreier zich in het bijzonder toegelegd op de uitvoering van liederen van componisten als Schubert, Schumann, Mozart, Brahms, Beethoven enzovoort. De registraties die hij met pianist András Schiff maakte van de drie grote Schubert-cycli (Die schöne Müllerin, Winterreise en Schwanengesang) behoren voor velen tot de maatgevende opnamen. Peter Schreier zong dertig jaar lang, in totaal zeventig maal, op het belangrijkste Schubert-festival, de Schubertiade in het West-Oostenrijkse Vorarlberg (Hohenems / Feldkirch / Schwarzenberg).

### Dirigent
Vanaf 1970 trad Peter Schreier ook veelvuldig op als dirigent, vooral van vocale muziek.

### Einde zangcarrière
In de jaren negentig verloor Schreier zijn belangstelling voor de opera, onder meer uit tegenzin tegen vele moderne ensceneringen. Op 8 juni 2000 zong hij voor het laatst in een opera: als Tamino in Die Zauberflöte in de Staatsoper Berlin.
Met de eerste drie delen van Bachs Weihnachtsoratorium op 22 december 2005 in Praag nam hij definitief – en naar hij zei “zonder weemoed” – afscheid van het zingen. Van zijn laatste jaar als zanger is een documentaire gemaakt 'Alles hat seine Zeit', die op DVD is verschenen. 
Na de beëindiging van zijn zangcarrière trad Peter Schreier van tijd tot tijd nog wel op als dirigent. Ook gaf hij nu en dan een masterclass.

## Opnamen
Peter Schreier heeft meer dan 300 platen (lp’s/cd’s en enkele dvd’s) opgenomen. Daarnaast trad hij vaak op voor radio en tv. Bachs Weihnachtsoratorium, dat van 1 tot 3 oktober 2005 voor radio, tv en dvd is opgenomen, was zijn laatste officiële opname als zanger/dirigent. Zijn bestverkochte plaat bevatte overigens geen klassieke muziek. Van zijn LP “Peter Schreier singt Weihnachtslieder” zijn alleen al in de DDR 1,4 miljoen exemplaren verkocht, een aantal dat daar door geen enkele andere LP is overtroffen.

## Onderscheidingen
Peter Schreier heeft vele onderscheidingen ontvangen, waaronder:
- de Nationalspreis 1. Klasse van de DDR en het Bundesverdienstkreuz van het herenigde Duitsland
- de Leonie-Sonnings-Musikpreis Kopenhagen
- de Ernst von Siemens Muziekprijs
- het erelidmaatschap van de Wiener Musikverein
- het 'Wiener Flötenuhr'
- de Georg-Philipp-Telemann-Preis
- de Preis der Europäischen Kirchenmusik

Peter Schreier was ereburger van de stad Meissen vanwege zijn grote inzet (benefietconcerten) voor de restauratie van deze stad.
Hem werd de titel Kammersänger verleend door de Semperoper in Dresden, de Bayerische Staatsoper in München en de Weense Staatsopera.

## Privé
Peter Schreier woonde in Dresden in de vooral door kunstenaars bewoonde wijk Loschwitz. Ook had hij een huis op het land, in de omgeving van de plaats Kreischa, niet ver van Dresden. 
Zijn vrouw Renate leerde Schreier kennen toen hij nog op het Kreuzchor zat. Zij hebben twee zonen, geluidstechnicus Torsten Schreier en de voormalige tenor Ralf Schreier.   

## Discografie

### Als zanger
- In een titelloze verzameling orgel- en geestelijke muziek van Palestrina en Bach zong Peter Schreier als jongen drie alt-aria's. Es ist vollbracht uit de Johannes Passion (BWV 245 nr. 58; NBA nr. 30) en Es kostet viel, ein Christ zu sein (BWV 459): Es ist vollbracht uit de Johannes Passion (BWV 245 nr. 58; NBA nr. 30) evenals Es kostet viel, ein Christ zu sein (BWV 459) en Was bist du doch, o Seele, so betrübet? (BWV 506) uit Schemelli's gezangboek. Op het orgel: Hans Otto. VEB Lied der Zeit - Schallplatten - ETERNA (LPM 1025), uitgebracht ca. 1954/55.
- 80th Anniversary Edition Berlin Classics (Edel), 2015.
- Johann Sebastian Bach: Matthäus-Passion. Dirigent: Karl Richter. Archiv Produktion (Universal Music), 1989.
- Johann Sebastian Bach: Johannes-Passion. Dirigent: Hans-Joachim Rotzsch. RCA Class. (Sony Music), 1998.
- Johann Sebastian Bach: Weihnachtsoratorium, Dirigent: Martin Flämig. Berlin Classics (Edel), 1993. (cd van de opname uit 1974)
- Johann Sebastian Bach: Weihnachtsoratorium, Dirigent: Nikolaus Harnoncourt. Deutsche Grammophon, 2005. (dvd van de opname uit 1984)
- Ludwig van Beethoven: An die ferne Geliebte.58; NBA, met András Schiff (piano). Decca (Universal Music), 1996.
- Hector Berlioz: Requiem. Dirigent: Charles Munch. Deutsche Grammophon (Universal Music), 2009.
- Johannes Brahms: Die schöne Magelone, met András Schiff (piano). Belvedere (Harmonia Mundi), 2015.
- Wolfgang Amadeus Mozart: Opera Arias. Polygram Records, 1990.
- Wolfgang Amadeus Mozart: Requiem. Dirigent: Karl Böhm. Philips (Universal Music), 1984.
- Der Odem der Liebe. Peter Schreier als Mozart-Tenor. Dirigent: Otmar Suitner. Eterna, 1973.
- Prokofjew – Hindemith: Lieder. Berlin Classics (Edel), 2004.
- Franz Schubert: Die schöne Müllerin, met Konrad Ragossnig (gitaar). Berlin Classics (Edel), 2004.
- Franz Schubert: Winterreise (in een arrangement voor zang en strijkkwartet). Profil (Naxos), 2015.
- Franz Schubert: Schubert Songs, met András Schiff (piano). Wigmore Hall Live (CODAEX Deutschland), 2006.
- Heinrich Schütz: Johannes-Passion SWV 481 / Psalmen Davids. Dirigent: Martin Flämig. Berlin classics (Edel), 1997.
- Robert Schumann: Dichterliebe op. 48 met Christoph Eschenbach (piano). Teldec Classics International, 1991.
- Robert Schumann: Dichterliebe op. 48 / Liederkreis op.39,  met Norman Shetler (piano). Berlin Classics (Edel), 2007.
- Vom Knabenalt zum lyrischen Tenor. Berlin Classics (Edel), 1995.
- Richard Wagner: Tristan und Isolde. Dirigent: Herbert von Karajan. EMI – His Masters Voice, 1972.
- Richard Wagner: Tristan und Isolde. Dirigent: Karl Böhm. Deutsche Grammophon, 1966
- Hugo Wolf: Goethe-Lieder, met Wolfgang Sawallisch (piano). Ariola Eurodisc, 1986.
- Hugo Wolf: Mörike-Lieder met Karl Engel (piano). Orfeo (Naxos Deutschland), 1998.

### Als dirigent
- Johann Sebastian Bach: Weihnachtsoratorium (fragmenten). Staatskapelle Dresden. MC, Eterna-Digital, (1985).
- Johann Sebastian Bach: Johannes-Passion. Staatskapelle Dresden. Newton Classics (Membran), 2011.
- Johann Sebastian Bach: Zwei Hochzeitskantaten, BWV 202 & 210. (Weichet nur, betrübte Schatten / O holder Tag, erwünschte Zeit). Kammerorchester Berlin. Brilliant Classics, (ca. 2000).
- Johann Sebastian Bach: Weltliche Kantaten, BWV 204 & 208. (Was mit behagt, ist nur die muntre Jagd / Ich bin in mir vergnügt). Brilliant Classics, (ca. 2000).
- Joseph Haydn: Die Schöpfung. Hob. XXI:2. DVD. Arthaus Musik, 1992.